# Biélorussie aux Jeux olympiques
Vous lisez un « bon article » labellisé en 2011.
La participation de la Biélorussie (ou Bélarus) aux Jeux olympiques débute lors des Jeux d'été de 1952 à Helsinki, sous les couleurs de l'Union des républiques socialistes soviétiques (Code CIO : URS) dont la Biélorussie est alors une république constitutive. Après la dissolution de l'URSS en 1991, la Biélorussie participe aux Jeux olympiques d'hiver de 1992 d'Albertville et aux Jeux d'été la même année à Barcelone au sein d'une équipe unifiée qui rassemble quatre puis onze des quatorze autres anciennes républiques soviétiques. Deux ans plus tard, aux Jeux olympiques d'hiver de 1994 de Lillehammer, la Biélorussie est présente pour la première fois en tant que nation indépendante.
Entre 1952 et 2022, selon le comité national olympique biélorusse, 268 athlètes biélorusses ont gagné 237 médailles, que ce soit pour l'Union soviétique ou la Biélorussie indépendante et depuis l'indépendance du pays, les athlètes biélorusses ont remporté 105 médailles : 21 en or, 37 en argent et 47 en bronze. Les disciplines qui ont rapporté le plus grand nombre de médailles au pays sont l'athlétisme pour les Jeux olympiques d'été et le biathlon pour les Jeux olympiques d'hiver. Les athlètes biélorusses participent aux Jeux grâce au Comité national olympique biélorusse qui sélectionne les sportifs pouvant concourir aux Jeux d'hiver et d'été. Celui-ci se retrouve parfois dans les actualités sportives et extra sportives en raison de cas de dopage de ses athlètes ou plus récemment en raison des manifestations biélorusses de 2020-2021 et de l'implication biélorusse dans l'invasion russe de l'Ukraine en 2022. Les Jeux sont diffusées par la Compagnie de Télévision et de Radio Biélorusse.

## Union soviétique
Même si l'URSS existe depuis 1922, le CNO soviétique n'est créé et reconnu par le CIO qu'en 1951. C'est pourquoi la première participation olympique des athlètes soviétiques n'a lieu qu'en 1952, lors des Jeux d'été d'Helsinki. Les athlètes biélorusses remportent au total 108 médailles au sein de l'équipe soviétique dont 106 aux Jeux d'été et 2 aux Jeux d'hiver. La première médaille biélorusse est remportée par Mikhail Krivonosov, qui décroche l'argent au lancer de marteau lors des Jeux olympiques d'été de 1956 à Melbourne en Australie. La première médaille d'or de la République socialiste soviétique de Biélorussie est remportée par Leonid Geishtor et Sergei Makarenko dans la compétition du 1 000 mètres canoë biplace hommes durant les Jeux d'été de 1960 à Rome. Par ailleurs, la gymnaste Olga Korbut gagne trois médailles d'or et une médaille d'or aux Jeux d'été de 1972 où elle devient la première sportive à réaliser un saut périlleux arrière dans l'épreuve des barres parallèles.
L'Union soviétique participe pour la première fois aux Jeux d'hiver en 1964 à Innsbruck. La première médaille de la Biélorussie aux Jeux d'hiver est remportée par Rita Achkina qui gagne le bronze dans le relais 3 × 5 kilomètres en ski de fond lors des Jeux de 1968 à Grenoble. Au total, deux médailles sont gagnées par le pays aux Jeux d'hiver durant cette période. La dernière participation de l'Union soviétique en tant qu'État unifié a lieu en 1988.

## Équipe unifiée
Lors des Jeux olympiques d'hiver de 1992 à Albertville, la Biélorussie concourt avec quatre des autres anciennes républiques soviétiques dans l'équipe unifiée. Trois athlètes dans deux sports participent. Ils remportent deux médailles en biathlon, l'or avec Ievgueni Redkine dans le 20 km individuel et l'argent avec Alexandre Popov dans le relais 4 × 7,5 kilomètres en biathlon.
Aux Jeux d'été de Barcelone en 1992 où le pays participe avec onze autres anciennes républiques soviétiques, elle envoie 54 athlètes dans 18 sports et remporte 22 médailles dont 13 en or, 4 en argent et 5 en bronze. Vitaly Scherbo gagne six médailles d'or en gymnastique. Il codétient le record de nombre de médailles d'or remportées dans les épreuves individuelles en une seule édition avec cinq médailles avec les Américains Eric Heiden en patinage de vitesse en 1980 et le nageur Michael Phelps en 2008.

## Jeux olympiques d'été

### Atlanta 1996
Pour sa première participation en tant que nation indépendante aux Jeux d'été, la délégation biélorusse remporte quinze médailles : une en or, six en argent et huit en bronze. La première médaille d'or biélorusse est remportée par Ekaterina Karsten en aviron dans l'épreuve du skiff femmes. Les médailles d'argent sont gagnées en athlétisme, en tir, et en lutte (libre et gréco-romaine). Les médailles de bronze sont remportées en gymnastique artistique, en athlétisme, en aviron et en lutte gréco-romaine. Le pays envoie 159 athlètes dans 21 disciplines pour concourir à ces jeux.

### Sydney 2000
En utilisant des fonds publics et des parrainages, le gouvernement biélorusse dépense cinq millions de dollars pour préparer les athlètes aux Jeux olympiques de 2000. Le ministre des sports et du tourisme Evgueni Vorsin prédit quatre médailles d'or pour son pays. En fin de compte, la Biélorussie, avec ses 139 athlètes inscrits dans 21 sports, termine la compétition avec trois médailles en or, trois en argent et onze en bronze. Karsten défend avec succès son titre en skiff femmes et les deux autres médailles d'or sont remportés par Yanina Karolchyk-Pravalinskay et Ellina Zvereva dans les épreuves du lancer du poids et du lancer du disque. Zvereva déclara après les Jeux : « Je suis allé à l'Australie sans aucun résultat. [...] Mais, pour dire la vérité, j'étais sûr que c'était « mes » Jeux olympiques... ». Les femmes biélorusses décrochent également une médaille d'argent en gymnastique rythmique dans les épreuves en individuel et en équipe, et la troisième médaille d'argent vient de l'épreuve du pistolet à 50 mètres hommes en tir. Les médailles de bronze sont remportées en lancer du marteau, en tir (3), en lutte gréco-romaine, en pentathlon, en haltérophilie (2), en judo, à l'heptathlon et au lancer du disque. Un athlète biélorusse, Vadim Devyatovsky, est suspendu de la compétition à cause d'un test de dopage positif à la nandrolone.

### Athènes 2004

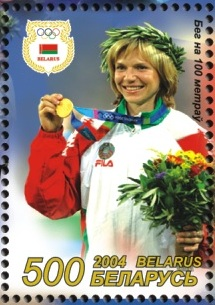
Yulia Nesterenko sur le podium du 100 mètres femmes aux Jeux olympiques de 2004.

Les fonds inutilisés lors des Jeux de Sydney sont investis pour préparer les athlètes qui participent aux Jeux de 2004. Le pays envoie à Athènes 153 athlètes concourir dans 23 disciplines. Ils remportent 13 médailles : deux en or, cinq en argent et six en bronze. Les médailles d'or sont remportés dans l'épreuve du 100 mètres et au judo. Les médailles d'argent sont gagnées en haltérophilie (2), en boxe (2) et en aviron. Quant aux médailles de bronze, elles sont remportés en tir, en haltérophilie, en cyclisme, en aviron, en lutte gréco-romaine et en canoë/kayak.
La médaille de bronze remportée par Ivan Tikhon dans l'épreuve du lancer du marteau devient une médaille d'argent lorsque le Hongrois Adrian Annus se voit retirer sa médaille d'or pour cause de dopage. Toutefois, il est lui-même disqualifié et perd donc sa médaille en 2012 après de nouvelles analyses réalisées sur les échantillons d'Athènes qui révèle des résultats anormaux (métabolite de la méthandiénone). Pour la même raison, Iryna Yatchanka, médaillé de bronze en lancer du disque, est disqualifiée.
Yulia Nesterenko, qui personne attendait comme gagnante dans le 100 mètres, le remporte. Elle termine sa course en 10 s 93 et bat l'Américaine Lauryn Williams de trois centièmes.

### Pékin 2008

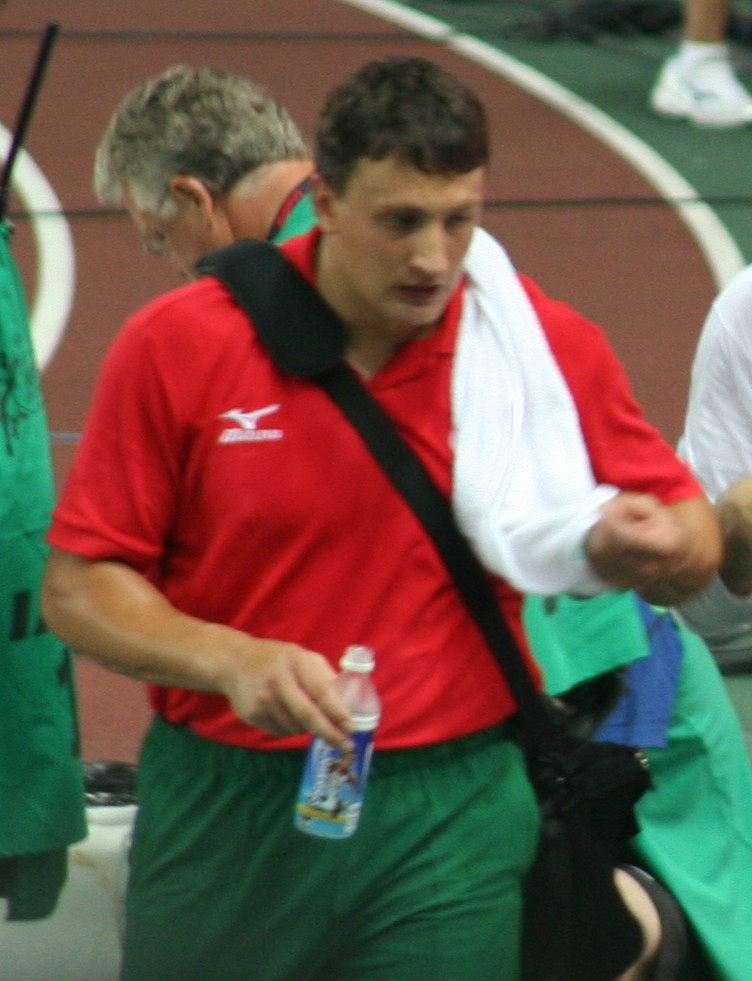
Ivan Tsikhan (ici en 2007) est soupçonné de dopage avant d'être blanchi par le Tribunal arbitral du sport.

181 athlètes biélorusses participent dans 28 sports aux Jeux de Pékin. Avant le début des Jeux, le Comité national olympique de la Biélorussie annonce que les médaillés toucheront de l'argent, en dollars américains, du comité et de leurs sponsors. Le capitaine de l'équipe est Ivan Tsikhan. Au total, la Biélorussie remporte alors 19 médailles, dont 4 en or, ce qui place le pays à la 16e place du tableau des médailles et à la 13e en nombre de médailles. Lors d'une cérémonie accordant des décorations d'État aux champions olympiques, le président Alexandre Loukachenko déclare que son pays a obtenu de meilleurs résultats à Pékin qu'à Athènes, mais il qualifie néanmoins ces Jeux d'« occasion manquée », les athlètes biélorusses ayant décroché moins de médailles qu'il n'espérait.
Le 21 septembre 2008, le CIO demande à Vadim Devyatovskiy et à Tsikhan de fournir des justifications médicales pour leurs tests positifs à la testostérone après la finale du lancer du marteau le 17 août. S'ils sont reconnus coupables, les deux seraient privés de leurs médailles respectives et Devyatovskiy ferait face à une interdiction à vie pour une seconde infraction liée au dopage. Le CIO les reconnaît coupables le 11 décembre et leurs médailles leur sont officiellement retirées. Toutefois, le 10 juin 2010, le tribunal arbitral du sport (TAS) confirme les appels déposés par les deux lanceurs de marteau contre la décision de la commission disciplinaire du CIO. Par conséquent, leurs médailles leur sont réattribuées. En 2013, Andrei Mikhnevich, initialement médaillé de bronze du lancer du poids à ces Jeux, est convaincu de dopage à partir d'échantillons prélevés lors des championnats du monde de 2005 et réexaminés a posteriori. Il est disqualifié à vie et tous les résultats obtenus par le Biélorusse depuis août 2005 sont annulés y compris sa médaille olympique réattribuée au Canadien Dylan Armstrong.
Le pays perd 5 autres médailles sur dopage à l'occasion de nouvelles analyses réalisées sur les échantillons issus des Jeux de Pékin qui montrent la présence de substances dopantes et donc interdites. D'abord, le 26 octobre 2016 avec la médaille de bronze de Nastassia Novikava dans la catégorie des moins de 53 kg en haltérophilie et celle d'argent d'Andrei Rybakou dans la catégorie des moins de 85 kg en raison de la présence de turinabol et de stanozolol. Le 25 novembre, c'est au tour de la championne olympique du lancer du marteau Aksana Miankova (en raison de la présence de turinabol et d'oxandrolone dans ses échantillons) ainsi que de la médaillée d'argent au lancer du poids Natallia Mikhnevich (pour la présence de méthandiénone et de stanozolol) d'être disqualifiées pour dopage. Le 12 janvier 2017, Nadzeya Astapchuk, médaillée de bronze du lancer du poids, est disqualifiée à son tour pour la présence de turinabol et de tamoxifène. Enfin, la médaille de bronze obtenue en lutte libre chez les moins de 74 kg par Murad Haydarau se transforme en médaille d'argent à la suite de la disqualification de Soslan Tigiyev pour dopage tandis que Anastasiya Prokopenko (Samusevich à cette époque) récupère la médaille de bronze de la compétition féminine du pentathlon moderne à la suite de la disqualification également pour dopage de l'Ukrainienne Victoria Tereshchuk, originellement 3e à Pékin.
La Biélorussie a donc obtenu 14 médailles : 3 en or, 4 en argent et 7 en bronze.
Les Jeux de 2008 sont retransmis en Biélorussie par les chaînes de la Compagnie de Télévision et de Radio Biélorusse.

### Londres 2012

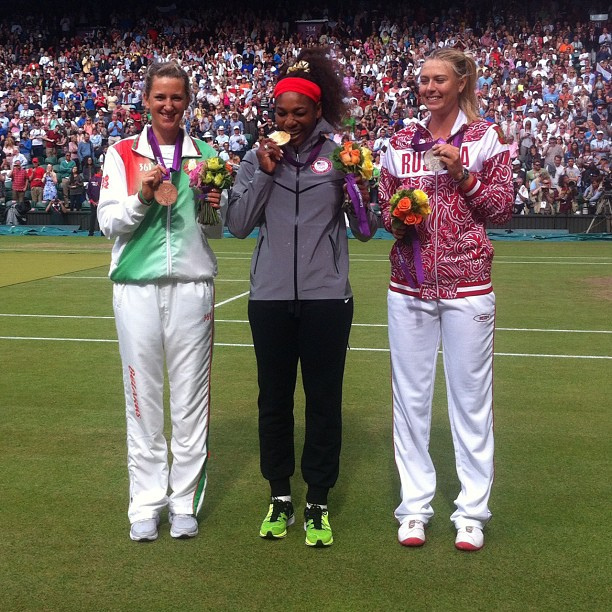
La joueuse de tennis Victoria Azarenka (ici à gauche lors du podium du simple dames) remporte une médaille d'or et une de bronze lors de ces Jeux.

Pour ces Jeux, 173 athlètes ont participé aux Jeux dans 20 sports différents. La capitaine de l'équipe est la rameuse Ekaterina Karsten. Le pays réalise sa plus mauvaise performance lors de ces Jeux, en effet le pays remporte seulement 10 médailles dont 2 en or, ce qui place la Biélorussie à la 26e place du tableau des médaillés et à la 23e au nombre des médailles. Les médaillés d'or sont Sergei Martynov en carabine à 50 m tir couché hommes en tir et le duo Victoria Azarenka/Max Mirnyi dans l'épreuve de double mixte en tennis. Les autres médailles proviennent du canoë-kayak, de la gymnastique rythmique, de la natation avec Aliaksandra Herasimenia qui remporte deux médailles d'argent sur le 50 m et le 100 m, et enfin du tennis avec Azakenka qui remporte une médaille de bronze en simple dames.
Aussi, la délégation biélorusse est concernée par des cas de dopage. En effet, l'athlète Nadzeya Astapchuk avait remporté le concours du lancer du poids féminin le 6 août 2012. Toutefois, elle voit son titre retiré en faveur de la Néo-Zélandaise Valerie Adams et est disqualifiée de l'épreuve le 13 août par le Comité international olympique en raison de deux contrôles antidopage avant et après le concours qui révèle la présence de méténolone, un anabolisant interdit,. De plus, à la suite de nouvelles analyses réalisées en 2016 sur des échantillons de Jeux de Londres, deux haltérophiles médaillées de bronze sont disqualifiées et perdent leurs médailles : Iryna Kulesha chez les moins de 75 kg et Maryna Shkermankova chez les moins de 69 kg en raison de la présence de turinabol et de stanozolol dans les échantillons,.
Comme en 2008, les Jeux sont diffusés par les chaînes de la Compagnie de Télévision et de Radio Biélorusse.

### Rio 2016

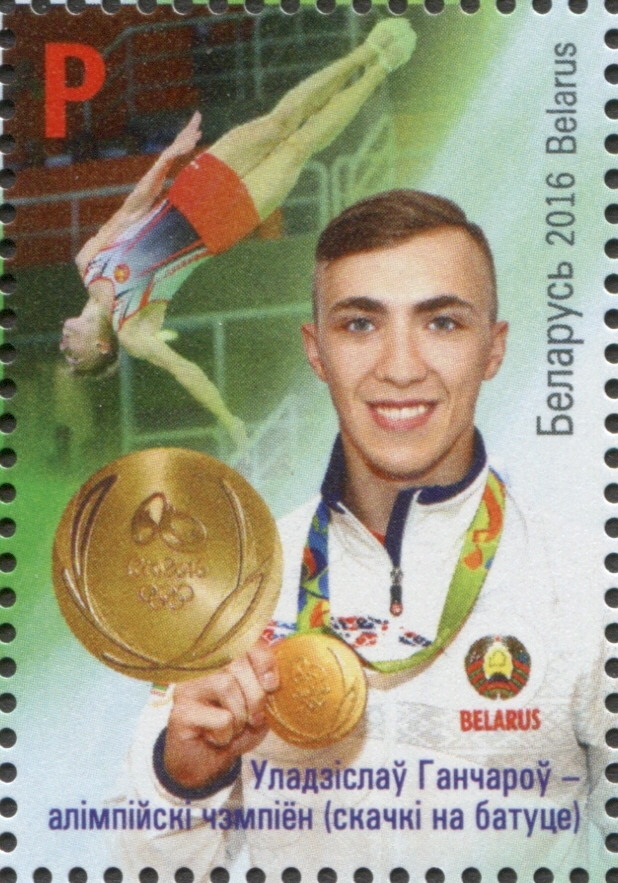
Uladzislau Hancharou est le seul vainqueur d'une épreuve, le trampoline, à Rio pour la Biélorussie.

124 athlètes biélorusses dans 21 sports participent aux Jeux olympiques d'été de 2016, un nombre historiquement faible depuis l'indépendance du pays. La benjamine est la gymnaste Kylie Rei Dickson (17 ans) tandis que la doyenne est Ekaterina Karsten (44 ans). Le capitaine de l'équipe est Aliaksandr Bahdanovich, champion olympique en 2008 et vice-champion olympique en 2012 en C2 1000 mètres.
La Biélorussie obtient neuf médailles durant ces Jeux avec une en or, quatre en argent et quatre en bronze, se classant ainsi à la 40e place du tableau des médailles. Il s'agit du plus mauvais bilan du pays en ce qui concerne des Jeux olympiques d'été. 
La médaille d'or est obtenue par Uladzislau Hancharou dans l'épreuve du trampoline. Il déclare après le gain de sa médaille, « J’ai fait ma routine habituelle, et à la fin, je me suis senti super bien. C’était une explosion de sentiments ». Les médailles d'argent sont remportées par Ivan Tsikhan au lancer du marteau en athlétisme, Maryia Mamashuk en lutte et Vadzim Straltsou et Darya Naumava en haltérophilie. Les lutteurs Javid Hamzatau et Ibrahim Saidau, la nageuse Aliaksandra Herasimenia et l'équipage du K4 - 500 m en canoë-kayak gagnent les quatre médailles de bronze.
Après les Jeux, Maksim Ryzhenkov, vice-président du comité national olympique biélorusse, a regretté que la performance du pays lors des Jeux soit « loin d'être exemplaire » et souhaite que notamment les entraînements et les bourses d'études soient révisés.
Les Jeux de Rio sont diffusées par la Compagnie de télévision et de radio biélorusse et plus particulièrement par Belarus 1 qui diffuse les cérémonies d'ouverture et de clôture, Belarus 2 et Belarus 5 qui diffuse les Jeux 24 heures sur 24,.

### Tokyo 2020
Similairement aux Jeux de 2016, la Biélorussie envoie moins de sportifs qu'aux Jeux précédents puisque seulement 103 athlètes (58 femmes et 45 hommes) dans 20 sports différents représentent le pays aux Jeux olympiques d'été de 2020, reportés à l'été 2021 en raison de la pandémie de Covid-19,. Le capitaine est, comme en 2008, le lanceur de marteau et vice-champion olympique en titre de sa discipline ainsi que le président de la fédération biélorusse d'athlétisme Ivan Tsikhan, élu par la commission des athlètes du CNO biélorusse.
Cette baisse du nombre des athlètes porte conséquence sur le nombre de médailles remportées durant ces Jeux. En effet, avec sept médailles remportés, une en or, trois en argent et trois en bronze, cela constitue une fois de plus le plus mauvais résultat historique de la nation aux Jeux d'été avec une 45e place du tableau des médailles obtenue par la Biélorussie. Comme à Rio, c'est dans l'épreuve masculine du trampoline où le pays obtient son seul titre olympique avec Ivan Litvinovich qui succède à Uladzislau Hancharou, sacré en 2016 et deuxième des qualifications mais qui termine quatrième lors de la finale. L'équipage du K-4 - 500 mètres en canoë-kayak ainsi que Magomedkhabib Kadimagomedov et Iryna Kurachkina en lutte deviennent vice-champions olympiques tandis que les trois médailles de bronze sont remportées par Maksim Nedasekau au saut en hauteur masculin en athlétisme, la lutteuse Vanesa Kaladzinskaya et Alina Harnasko en gymnastique rythmique.
Quelques semaines après la fin des Jeux, le ministre biélorusse des Sports et du Tourisme Sergei Kovalchuk a déclaré que « les résultats de la Biélorussie à Tokyo pourraient et devraient être plus élevés » et que des meilleurs résultats étaient attendues en tennis, en aviron, en canoë, en cyclisme, en gymnastique, en judo et en haltérophilie. De plus, il invoque le manque de discipline des athlètes mais également des fédérations comme la raison principale des échecs de la nation à Tokyo tandis qu'Alexandre Loukachenko « juge nécessaire de sélectionner et de soutenir des athlètes prometteurs dès le plus jeune âge ».
Cette édition japonaise des Jeux olympiques est diffusée en Biélorussie par Eurosport et par la compagnie de télévision et de radio biélorusse.

#### Impact de la crise biélorusse
Les manifestations et la crise liée à la réélection contestée d'Alexandre Loukachenko lors de l'élection présidentielle biélorusse de 2020 ont un impact sur la participation du pays avant et pendant les Jeux de Tokyo.

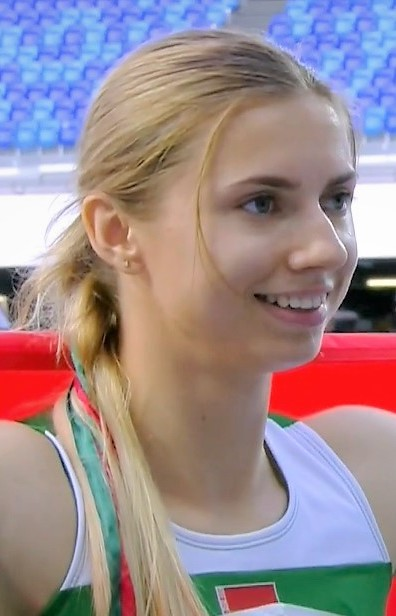
Le cas de Krystsina Tsimanouskaya (ici en 2019) prend sa place dans l'actualité extra-sportive des Jeux de Tokyo.

En effet, plus d'une centaine d'athlètes biélorusses, signataires d'une lettre ouverte réclamant de nouvelles élections et dénonçant les violences faites aux manifestants se voient priver de compétitions sportives et donc de Jeux pour certains. C'est le cas du vice-champion olympique de Pékin et champion d'Europe 2014 en décathlon Andrei Krauchanka qui, à la suite de sa signature, s'est vu expulser de l'équipe nationale et a passé dix jours en prison pour avoir participé aux manifestations ou encore de la coureuse de 3 000 mètres steeple et olympienne en 2016, Sviatlana Kudzelich, exclue à l'automne 2020 de l'équipe du pays et empêchée de participer aux courses de qualification pour Tokyo et sans salaire à la suite de la perte de son poste au ministère des Situations d'Urgence. De plus, d'autres athlètes comme la championne d'Europe 2018 du marathon Volha Mazuronak ou le lutteur Mikalai Stadub se qualifient pour les Jeux mais voient leurs revenus grandement diminués à la suite de leur soutien au mouvement anti-Loukachenko.
Pendant les Jeux, la participation du pays est également marquée par plusieurs évènements. Le 28 juillet 2021, trois athlètes, la sauteuse en hauteur Maryia Zhodzik et deux membres du relais 4 × 400 mètres féminin (Hanna Mikhailava et Krystsina Muliarchyk) sont écartés par l'agence AIU (Athletics Integrity Unit) en raison d'un nombre insuffisant de tests antidopage pratiqués avant d'aller à Tokyo. Pour pallier l'absence des relayeuses, la Fédération biélorusse d'athlétisme inscrit la sprinteuse Krystsina Tsimanouskaya sur la distance. Celle-ci, n'ayant jamais couru ce type de course, publie une vidéo sur son compte Instagram critiquant ce choix, pris sans son accord par le CNO biélorusse. Le 1er août, elle informe l'agence de presse Reuters qu'elle est « forcée de quitter le Japon contre son gré » et qu'elle a été accompagnée à l'aéroport Haneda par des responsables du CNO, qui justifie cette décision par « son état émotionnel et psychologique » pour rentrer en Biélorussie. Elle refuse de prendre le vol et demande de l'aide aux organisateurs des Jeux qui la mettent en sécurité dans un hôtel de l'aéroport. Finalement, après différents propositions d'asile de pays européens, elle décide de rejoindre la Pologne qui lui attribue ainsi qu'à son mari, également sprinteur, un visa humanitaire. Elle souhaite également obtenir la nationalité polonaise et représenter ce pays dans les compétitions. En outre, deux entraîneurs de la délégation biélorusse, Artur Shimak et Yury Maisevich, se voient retirer leur accréditation et leur accès au village olympique par le CIO,. Devenue polonaise, la fédération internationale d'athlétisme la rend éligible pour représenter son nouveau pays à partir du 6 août 2023,.
En s'exilant, Krystsina Tsimanouskaya rejoint d'autres athlètes qui ont dû partir de Biélorussie comme Andrei Krauchanka et sa femme Yana Maksimava qui ont décidé de rester en Allemagne où ils s'entraînent ou pour d'autres, aller en Pologne ou en Lituanie comme c'est le cas de la triple médaillée olympique Aliaksandra Herasimenia qui dirige la Fondation biélorusse pour la solidarité dans le sport qui vient en aide aux sportifs biélorusses dissidents.

## Jeux olympiques d'hiver

### Lillehammer 1994
Il s'agit des premiers Jeux olympiques auxquels participe une Biélorussie indépendante. Le pays envoie 33 athlètes qui participent dans sept disciplines. Des médailles d'argent sont remportées par Igor Zhelezovski en 1 000 mètres hommes en patinage de vitesse et par Svetlana Paramygina en biathlon. Sur les 67 nations participantes, la Biélorussie termine 15e au tableau des médailles. Selon le CNO biélorusse, participer aux Jeux de Lillehammer est un évènement historique pour la Biélorussie et « ouvre une nouvelle page dans l'histoire du sport biélorusse ».

### Nagano 1998
La Biélorussie envoie une délégation de 59 athlètes pour concourir dans neuf disciplines. Le pays remporte deux médailles de bronze. Elles sont gagnées par Dmitri Dashchinsky en ski acrobatique et par Alexei Aidarov en biathlon. La nation se qualifie pour le second tour du tournoi de hockey sur glace mais perd tous ses matches de groupe et est éliminée par la Russie en quarts de finale. Elle finit septième de l'épreuve. Dans un discours de 2002, le président Loukachenko revient sur les performances des athlètes aux Jeux de Nagano, déclarant que les athlètes biélorusses ont concouru avec dignité et qu'ils ont apporté gloire à la Biélorussie.

### Salt Lake City 2002

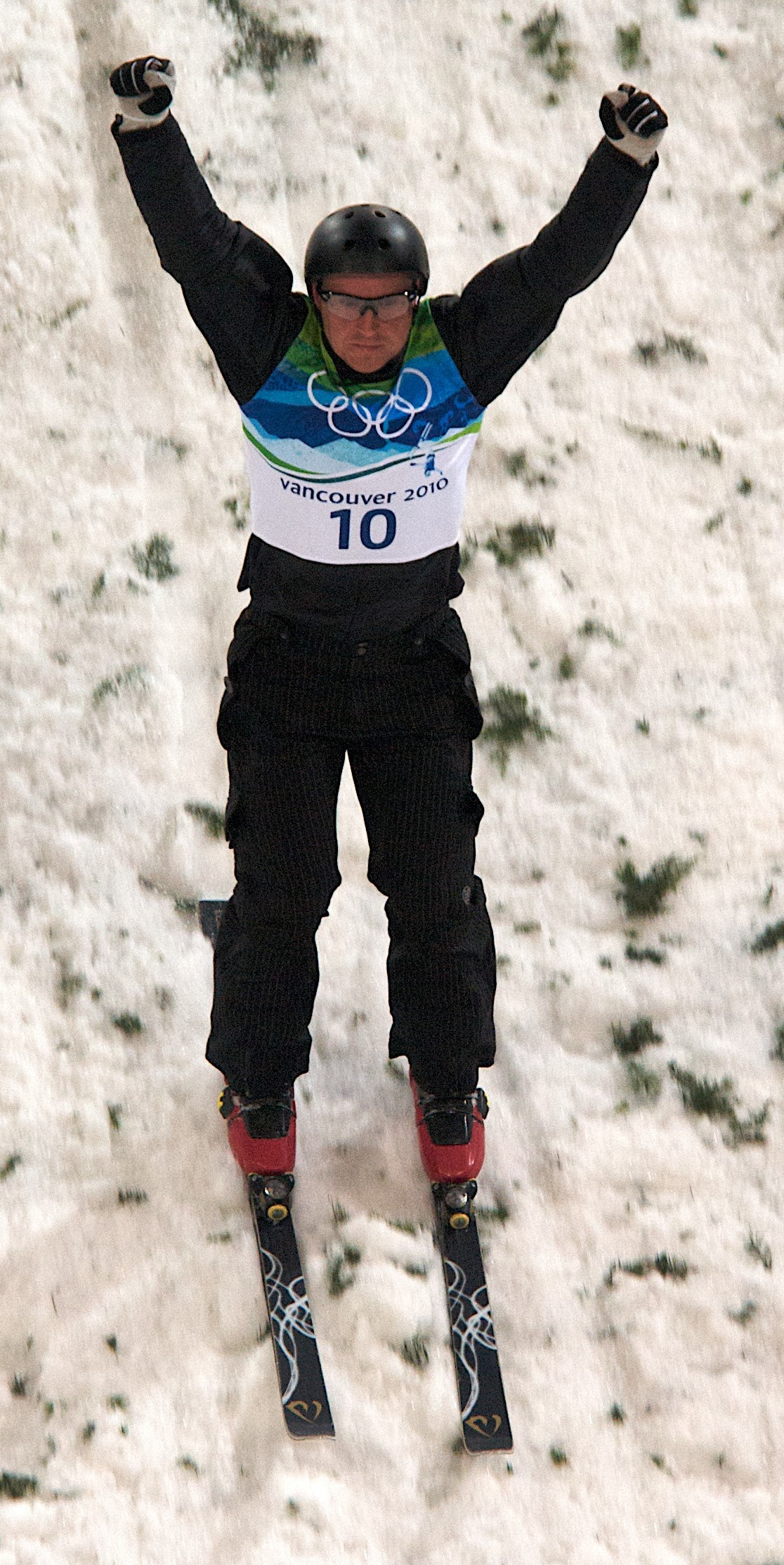
Alexei Grishin (ici en 2010) remporte une médaille de bronze lors de ces Jeux.

La Biélorussie participe dans neuf disciplines, comme aux Jeux olympiques d'hiver de 1998. La seule médaille remportée par le pays est en bronze et est gagnée par Alexei Grishin dans l'épreuve du saut hommes en ski acrobatique. L'équipe de hockey sur glace hommes attire l'attention internationale grâce à sa victoire sur la Suède, considérée comme un favori, et sa 4e place à la fin du tournoi. De nombreux cas de dopage sont constatés lors de ces jeux puisque le membre de l'équipe de hockey Vasily Pankov et le docteur de l'équipe biélorusse Evgeni Lositski sont exclus des Jeux olympiques en raison d'un test de dopage positif. Lositski est ensuite écarté des Jeux de 2004 et de 2006 pour avoir donné à Pankov des médicaments qui contenaient de la nandrolone. Aussi, une autre athlète biélorusse, Yulia Pavlovich, reçoit un « fort avertissement » du CIO pour avoir manqué un test de dopage et a admonesté le CNO biélorusse pour l'avoir aidée à rater le test et le chef de la délégation Iaroslav Baritchko est exclu des Jeux.

### Turin 2006

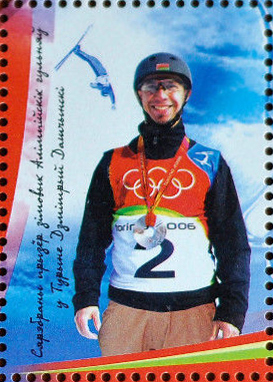
Dmitri Dashchinsky avec sa médaille d'argent lors des Jeux de Turin de 2006.

En envoyant 33 athlètes, la Biélorussie participe à huit disciplines, mais elle ne remporte qu'une seule médaille : l'argent décroché par Dmitri Dashchinsky en ski acrobatique. Dashchinsky avait déjà remporté une médaille de bronze aux Jeux de Nagano en 1998. Le résultat est vexant pour le président Alexandre Loukachenko, également chef du comité national olympique. Il déclare aux membres du CNO biélorusse que cette mauvaise performance est la faute des entraîneurs, et que la Biélorussie a besoin de victoires afin que le peuple puisse ressentir de la fierté pour la nation. Il ajoute que si de tels résultats devaient se reproduire, il renverrait les membres de l'assemblée.

### Vancouver 2010
La Biélorussie remporte trois médailles à Vancouver. Alexei Grishin gagne l'unique médaille d'or, et la première pour la Biélorussie indépendante dans des Jeux d'hiver, du pays dans l'épreuve du saut hommes en ski acrobatique avec 248,41 points et grâce à la parfaite réalisation d'un quadruple back flip. Sergeï Novikov décroche une médaille d'argent au 20 kilomètres individuel messieurs en biathlon et Darya Domracheva remporte le bronze au 15 kilomètres individuel femmes, également en biathlon. L'équipe du hockey sur glace masculine est éliminée dès le premier tour du tournoi olympique. Comme en 2008, ces Jeux ont été diffusés par les chaînes de la Compagnie de Télévision et de Radio Biélorusse.

### Sotchi 2014
La Biélorussie envoie 26 représentants et remporte six médailles à Sotchi dont cinq en or. Darya Domracheva obtient à elle seule trois titres en biathlon sur la poursuite, l'individuel et le départ groupé. Nadezhda Skardino l'accompagne sur le podium de l'individuel grâce à sa troisième place. Le ski acrobatique est l'autre pourvoyeur de titres pour la Biélorussie. Alla Tsuper gagne l'épreuve des sauts femmes puis Anton Kushnir celle des sauts hommes. La Biélorussie, qui obtient tous Jeux confondus son record de médailles d'or, est huitième au tableau des médailles.

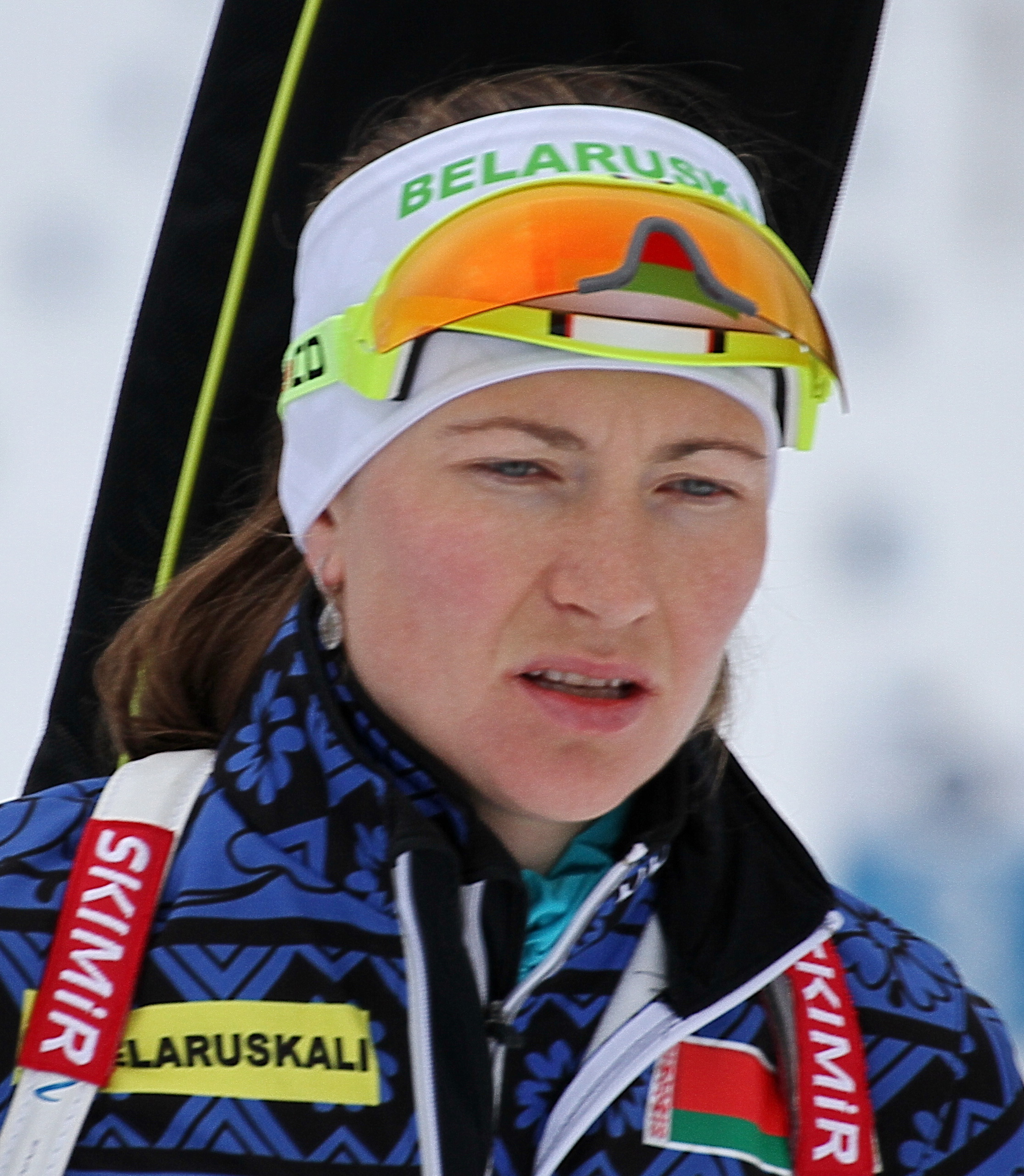
Darya Domracheva (ici en janvier 2018) est l'athlète biélorusse la plus médaillée des Jeux d'hiver en 2014 et en 2018.

Les Jeux sont diffusés par les chaînes de la compagnie de Télévision et de Radio Biélorusse avec Belarus 1 qui diffuse les cérémonies, la finale du hockey sur glace et des résumés quotidiens, Belarus 2 diffuse les compétitions avec les athlètes biélorusses et Belarus 5 l'ensemble des Jeux.

### Pyeongchang 2018
Comme à Turin, la délégation biélorusse est composée de 33 athlètes engagés (17 femmes et 16 hommes) dans six disciplines (biathlon, patinage de vitesse, patinage de vitesse sur piste courte, ski acrobatique, ski alpin et ski de fond). Le pays remporte trois médailles durant ces Jeux, deux en or et une en argent, et termine à la 15e place du tableau des médailles dominé par la Norvège et l'Allemagne. Le biathlon féminin amène une fois encore le plus de médailles à la Biélorussie avec Darya Domracheva, en argent sur le départ groupé femmes et en or sur le relais féminin avec Nadezhda Skardino, Iryna Kryuko et Dzinara Alimbekava. La nation garde également le titre des sauts femmes en ski acrobatique avec Hanna Huskova qui succède à Alla Tsuper qui termine à la quatrième place.
Les Jeux de Pyeongchang sont diffusés comme les Jeux précédents par les chaînes de la compagnie de Télévision et de Radio Biélorusse qui envoie 28 personnes pour couvrir l’événement. Belarus 1 diffuse les cérémonies, Belarus 2 diffuse les compétitions avec les athlètes biélorusses et Belarus 5 l'ensemble des Jeux.

### Pékin 2022

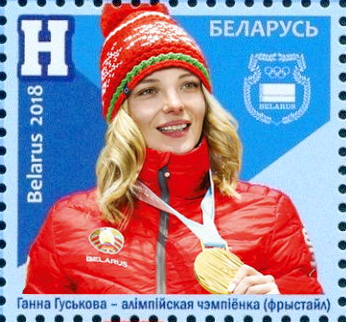
Hanna Huskova (ici, sur un timbre de 2018) figure sur le podium du saut féminin en ski acrobatique en 2018 (or) et en 2022 (argent).

Comme pour les Jeux d'été de 2020, certains athlètes biélorusses se voient interdire l'opportunité de se qualifier pour les Jeux olympiques d'hiver de 2022 en Chine en raison de leur soutien au mouvement anti-Loukachenko. C'est le cas de la championne du monde en 2019 de saut en ski acrobatique Aliaksandra Ramanouskaya, signataire de la lettre ouverte appelant notamment à de nouvelles élections, d'abord écartée de l'équipe nationale en 2020 avant d'être arrêtée le 10 novembre 2021 et condamnée à une amende d'environ 1 000 dollars pour avoir enfreint une loi sur les protestations et les rassemblements publics ainsi que des fondeuses Sviatlana Andryiuk et Darya Dolidovich, qui, pour leur soutien supposé (ou de son père pour la seconde) à l'opposition, se sont vus désactivés leur numéro FIS par la Fédération biélorusse de ski de fond, les empêchant donc de disputer les courses nécessaires pour se qualifier pour Pékin,.
29 athlètes (16 femmes et 13 hommes) dans six disciplines (biathlon, patinage de vitesse et artistique, ski acrobatique, alpin et de fond) sont finalement inscrits au nom du CNO biélorusse. Trois d'entre eux sont testés positifs au Covid-19 durant les Jeux. Il s'agit des fondeuses Anastasia Kirillova et Hanna Karaliova et du fondeur Aliaksandr Voranau qui déclarent forfait aux épreuves où ils devaient participer à l'exception du sprint par équipes pour ce dernier,. Le pays obtient son plus mauvais bilan et ses premiers Jeux sans titre olympique depuis les Jeux de 2006 en décrochant deux médailles d'argent dans des sports avec un succès continu pour la Biélorussie : le biathlon avec Anton Smolski sur l'épreuve du 20 km individuel grâce à un 20 sur 20 en tir et le ski acrobatique où Hanna Huskova devient, quatre ans après son titre à PyeongChang, vice-championne olympique en saut acrobatique,.
Eurosport et la Compagnie de télévision et de radio biélorusse détiennent les droits de diffusion de ces Jeux en Biélorussie. Cette dernière diffuse 220 heures des compétitions et des cérémonies sur ces différentes antennes avec une programmation similaire aux précédentes éditions, notamment avec l'utilisation de la chaîne sportive Belarus 5 qui devient chaîne olympique durant les Jeux.
À la suite de ces résultats, le président biélorusse a appelé l'industrie sportive dans son ensemble à travailler plus dur et dénonce le gaspillage d'argent public tandis que le ministre du Sport et du Tourisme Sergei Kovalchuk note que l'objectif de départ qui était entre cinq et dix médailles n'a pas été réalisé et que les entraîneurs et athlètes ont fait de leur mieux mais que certains n'ont pas réussi à supporter la pression mise sur le sport biélorusse. Le directeur de la fédération biélorusse de biathlon Andrian Tsibulsky explique lui que ce bilan par le manque d'expérience de victoires durant des compétitions majeures. Des actions telles que des changements de cadres et de direction ont été effectués dans différentes fédérations.

#### Impact de l'invasion russe de l'Ukraine
Quelques jours après la fin des Jeux, débute le 24 février 2022 l'invasion de l'Ukraine par la Russie où la Biélorussie est impliquée également. Le même jour, le Comité international olympique « condamne fermement la violation de la Trêve olympique » prévue pour durer jusqu'au 20 mars 2022 soit sept jours après la fin des Jeux paralympiques de 2022. Dans les jours qui suivent, le CIO via sa commission exécutive demande aux fédérations internationales de déplacer ou d'annuler leurs évènements sportifs prévus en Russie et en Biélorussie puis « afin de protéger l'intégrité des compétitions sportives mondiales et pour la sécurité de tous les participants », recommande la non-participation des athlètes de deux pays durant les compétitions sportifs ou si ce n'est pas possible, qu'ils participent uniquement comme athlète neutre sans affichage d'appartenance à la Russie ou à la Biélorussie. C'est le cas notamment lors des Jeux paralympiques de Pékin où le Comité international paralympique décide de bloquer la participation des deux pays à la veille du début des Jeux le 3 mars 2022 à la suite de la menace de plusieurs pays de boycotter ces Jeux et une situation « intenable » au village des athlètes.
Dans une déclaration du 1er mars, le CNO biélorusse s'oppose de manière catégorique aux décisions du CIO, selon eux, « illégitimes et contraire au droit international » car le pays n'a pas violé la trêve olympique puisque les forces armées biélorusses ne sont pas présentes en Ukraine. Le CNO évoque également la privation de donner aux athlètes une chance de se prouver, le fait que ceux-ci sont victimes de menaces et de discrimination « alimentées [...] par le CIO » et que tous les citoyens biélorusses veulent « qu'une chose : la paix et l'harmonie dans le monde ».
Par ailleurs, Pavel Shurmei, olympien en aviron en 2004 et 2008 et médaillé de bronze lors des Jeux mondiaux de 2017, s'est engagé au sein du régiment Kastous-Kalinowski, formé pour défendre l'Ukraine durant le conflit.

## Porte-drapeau

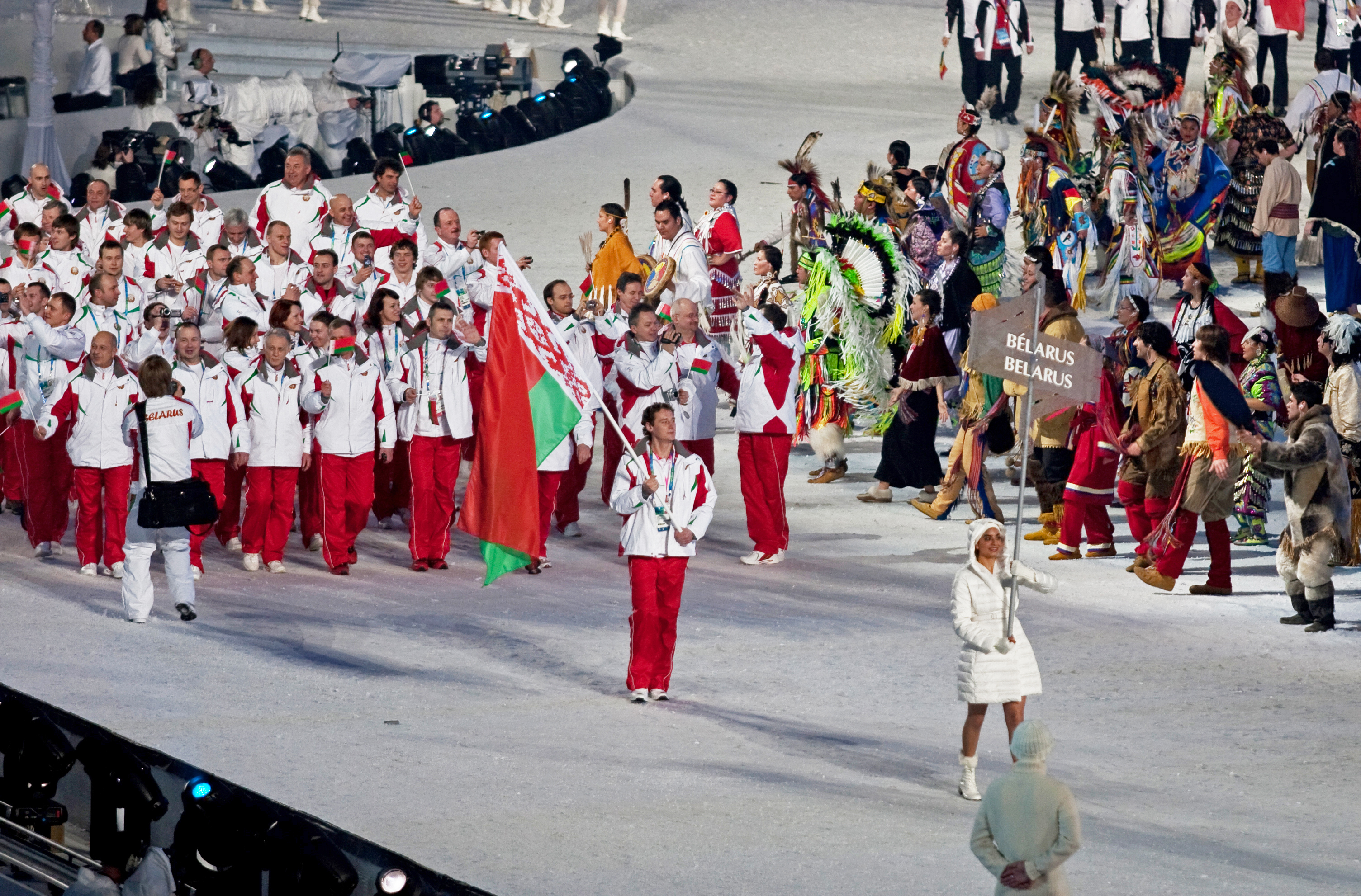
Les athlètes biélorusses entrent dans le stade olympique de Vancouver durant la cérémonie d'ouverture des Jeux olympiques d'hiver de 2010.

Lors des Jeux olympiques d'hiver, ce sont des biathlètes qui ont eu le plus de fois le rôle de porte-drapeau puisque Alexandre Popov a porté le drapeau biélorusse lors des Jeux olympiques d'hiver de 1998 et également en 2006. D'autres biathlètes ont eu également cette fonction : Aleh Ryjenkaw durant la cérémonie d'ouverture lors des Jeux d'hiver 2002 et Darya Domracheva durant les cérémonies de clôture des Jeux de Sotchi en 2014 et des Jeux de Pyeongchang en 2018,. Les autres porte-drapeaux à la cérémonie d'ouverture pour les Jeux olympiques d'hiver ont été le patineur de vitesse Igor Zhelezovski en 1994, le joueur de hockey Aleh Antonenka en 2010 à Vancouver et les skieurs acrobatiques Alexei Grishin en 2014 à Sotchi, 12 ans après avoir occupé ce rôle à la cérémonie de clôture à Salt Lake City, et Alla Tsuper en 2018 à Pyeongchang,,. De plus, les fondeurs Alexander Lasutkin à Turin et Leanid Karneyenka à Vancouver occupent le rôle de porte-drapeau lors des cérémonies de clôture de 2006 et 2010. Le patinage de vitesse est mis à l'honneur à Pékin en 2022 puisque les patineurs Hanna Nifantava et Ignat Golovatsiuk portent le drapeau biélorusse durant la cérémonie d'ouverture ainsi que pour le second, durant la cérémonie de clôture puisque seuls les patineurs étaient présents au village des athlètes jusqu'à la fin des Jeux,,.
Pour les Jeux d'été, c'est la lutte qui a été le plus représentée puisque Sergey Lishtvan et Alexander Medved ont été respectivement les porte-drapeau de la Biélorussie en 2000 et en 2004. Les autres porte-drapeau aux Jeux d'été ont été le lanceur de marteau Igor Astapkovich en 1996 et l'escrimeur Alexandre Romankov en 2008 à Pékin tandis que pour les cérémonies de clôture, le judoka Ihar Makarau et l'haltérophile Andrei Aramnau sont désignés l'année de leur titre olympique respectivement en 2004 et en 2008. À Londres en 2012, c'est le joueur de tennis Max Mirnyi lors de la cérémonie d'ouverture et le kayakiste Raman Piatrushenka lors de la cérémonie de clôture qui porte le drapeau biélorusse. Pour les Jeux de 2016, le champion olympique à Londres de l'épreuve de carabine à 50 m tir couché hommes en tir Siarhei Martynau devait être à l'origine le porte-drapeau du pays lors de la cérémonie d'ouverture. Toutefois, étant donné que seuls les athlètes en compétition peuvent être porte-drapeaux et que Martynau était coach lors de ces Jeux, il est remplacé par le coureur cycliste Vasil Kiryienka. Pour la cérémonie de clôture, c'est Ivan Tsikhan qui est désigné comme porte-drapeau. Concernant les Jeux de Tokyo 5 ans plus tard, la Biélorussie est représentée durant la cérémonie d'ouverture, à la suite de l'invitation du CIO de le faire, par un duo mixte composé de l'archère Hanna Marusava et du nageur Mikita Tsmyh tandis que pour la cérémonie de clôture, la fonction est attribuée au pentathlète Ilya Palazkov,.

## Comité national olympique
En 1991, une ordonnance est émise pour créer le comité national olympique de la République de Biélorussie (en russe : Национальный олимпийский комитет Республики Беларусь), mais le CNO biélorusse ne devient membre à part entière du comité international olympique qu'en 1993. La même année, le ministre biélorusse du sport et du tourisme Vladimir Ryzhenkov est élu au poste de président du comité. En mai 1997, un an après la mort de Ryzhenkov, le président de la Biélorussie Alexandre Loukachenko est élu à ce poste. Loukachenko est le premier exemple connu d'un chef d'État qui dirige aussi le comité national olympique de son pays. Le financement du CNO biélorusse provient de la commercialisation de produits portant le logo olympique, de dons du secteur privé, de parrainages et du gouvernement national,. Le comité national biélorusse réunit 84 fédérations sportives olympiques et non-olympiques, reconnus ou non reconnus. Son objectif est notamment de développer le sport de haut-niveau, le mouvement olympique et de bien préparer les athlètes biélorusses pour les Jeux. Les principaux sponsors du CNO sont les entreprises Belagroprombank, Belaz et BIR et le comité a notamment comme partenaire, Huawei.

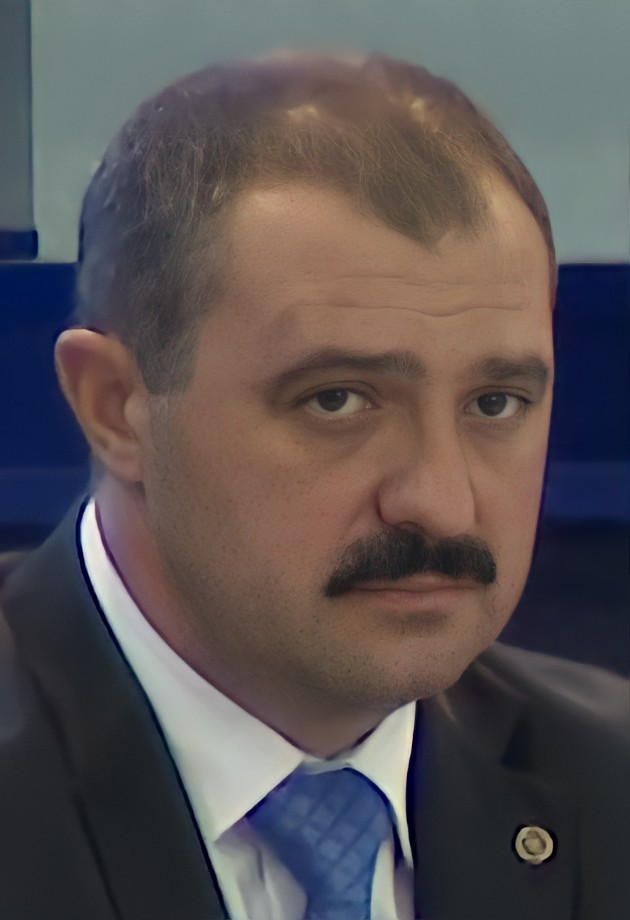
Viktor Loukachenko (ici en 2019) devient président du comité national olympique biélorusse en février 2021 et succède ainsi à son père Alexandre à ce poste.

Le comité international olympique décide de lancer à l'automne 2020 une enquête sur la conformité du CNO à la charte olympique lié à une « possible ingérence » du pouvoir sur le CNO ainsi que sur « des pressions politiques indues exercées sur la communauté des athlètes par le CNO ou ses fédérations membres » dans le contexte des manifestations anti-Loukachenko. Le 7 décembre 2020, la commission exécutive du CIO décide de prendre des mesures provisoires, applicables jusqu'à l'élection d'une nouvelle commission exécutive du CNO en février 2021, contre le CNO biélorusse car sa direction ne protège pas ses athlètes contre la discrimination politique, ce qui est « contraire aux principes fondamentaux de la Charte olympique et porte donc gravement atteinte à la réputation du Mouvement olympique ». Ces mesures sont notamment l'exclusion d'Alexandre Loukachenko et de son fils Viktor des Jeux olympiques, la suspension des paiements au CNO avec la mise en place d'un versement direct des bourses olympiques aux athlètes concernés ainsi que la suspension de toute discussion lié à l'organisation de futurs évènements du CIO. Le 26 février 2021, Viktor Loukachenko est élu à la présidence du CNO biélorusse et en devient donc son troisième président en succédant à son père. Le 8 mars 2021, le CIO, même si elle reconnaît des améliorations des statuts de CNO concernant notamment la protection des droits d'athlètes et une plus grande autonomie de CNO, décide de ne pas reconnaître l'élection de Viktor Loukachenko et de maintenir les mesures prises en décembre 2020. Enfin, le 10 août, le président américain Joe Biden annonce des sanctions contre le CNO, accusé de faciliter le blanchiment d'argent et le contournement d'interdictions de visa, ce qui signifie que les entreprises américaines sont interdites de faire des transactions avec le CNO biélorusse.
En tant que chef d'État, le président Loukachenko a publié des décrets pour décerner des prix aux athlètes médaillés, en utilisant des fonds publics qui servent à préparer les athlètes et à payer leurs coaches. En 2004, le président publie un décret pour récompenser ceux qui ont remporté des médailles lors des Jeux de 2004 et de 2006 avec les montants suivants (nets d'impôts et en dollars américains) : 60 000 dollars pour une médaille d'or, 30 000 pour une médaille d'argent et 20 000 pour une médaille de bronze. Pour les Jeux de 2008 et de 2010, les médaillés et leurs entraîneurs remportent les montants suivants (nets d'impôts et en dollars américains) : 100 000 dollars pour un champion olympique, 50 000 pour un vice-champion et 30 000 pour un médaillé de bronze. En 2014, Darya Domracheva remporte 150 000 dollars pour chacune de ses trois médailles d'or. Pour les Jeux de 2016 et de 2018, les montants sont de 150 000 dollars pour un champion olympique, 75 000 pour un vice-champion et 50 000 pour un médaillé de bronze,. En février 2020, il a été annoncé que les primes pour les Jeux de 2020 et de 2022 seraient de 324 000 roubles biélorusses (115 000 euros environ) pour une médaille d'or, 162 000 (57 000 euros environ) pour une seconde place et 108 000 (38 000 euros environ) pour une troisième place. En plus des primes, les médaillés olympiques sélectionne une école de sports qui reçoit une aide financière du Presidential Sports Club pour améliorer notamment ses infrastructures. Cette aide est de 25 000 roubles biélorusses pour une médaille d'or, 20 000 pour une médaille d'argent et 15 000 pour une médaille de bronze.

## Tableau des médailles
| Jeux                | Médaille d'or, Jeux olympiques | Médaille d'argent, Jeux olympiques | Médaille de bronze, Jeux olympiques | Total | Rang | Source |
| ------------------- | ------------------------------ | ---------------------------------- | ----------------------------------- | ----- | ---- | ------ |
| Lillehammer 1994    | 0                              | 2                                  | 0                                   | 2     | 15e  |        |
| Atlanta 1996        | 1                              | 6                                  | 8                                   | 15    | 37e  |        |
| Nagano 1998         | 0                              | 0                                  | 2                                   | 2     | 20e  |        |
| Sydney 2000         | 3                              | 3                                  | 11                                  | 17    | 23e  |        |
| Salt Lake City 2002 | 0                              | 0                                  | 1                                   | 1     | 23e  |        |
| Athènes 2004        | 2                              | 5                                  | 6                                   | 13    | 26e  |        |
| Turin 2006          | 0                              | 1                                  | 0                                   | 1     | 21e  |        |
| Pékin 2008          | 3                              | 4                                  | 7                                   | 14    | 24e  |        |
| Vancouver 2010      | 1                              | 1                                  | 1                                   | 3     | 17e  |        |
| Londres 2012        | 2                              | 5                                  | 3                                   | 10    | 28e  |        |
| Sotchi 2014         | 5                              | 0                                  | 1                                   | 6     | 8e   |        |
| Rio 2016            | 1                              | 4                                  | 4                                   | 9     | 40e  |        |
| Pyeongchang 2018    | 2                              | 1                                  | 0                                   | 3     | 15e  |        |
| Tokyo 2020          | 1                              | 3                                  | 3                                   | 7     | 45e  |        |
| Pékin 2022          | 0                              | 2                                  | 0                                   | 2     | 24e  |        |
| Total               | 21                             | 37                                 | 47                                  | 105   |      | ,      |

| Place | Sport               | Médaille d'or, Jeux olympiques | Médaille d'argent, Jeux olympiques | Médaille de bronze, Jeux olympiques | Total |
| ----- | ------------------- | ------------------------------ | ---------------------------------- | ----------------------------------- | ----- |
| 1     | Biathlon            | 4                              | 4                                  | 3                                   | 11    |
| 2     | Ski acrobatique     | 4                              | 2                                  | 2                                   | 8     |
| 3     | Athlétisme          | 3                              | 5                                  | 7                                   | 15    |
| 4     | Gymnastique         | 2                              | 4                                  | 7                                   | 13    |
| 5     | Canoë-kayak         | 2                              | 3                                  | 4                                   | 9     |
| 6     | Aviron              | 2                              | 1                                  | 4                                   | 7     |
| 7     | Haltérophilie       | 1                              | 4                                  | 3                                   | 8     |
| 8     | Tir                 | 1                              | 2                                  | 4                                   | 7     |
| 9     | Judo                | 1                              | 0                                  | 1                                   | 2     |
| -     | Tennis              | 1                              | 0                                  | 1                                   | 2     |
| 11    | Lutte               | 0                              | 7                                  | 7                                   | 14    |
| 12    | Natation            | 0                              | 2                                  | 1                                   | 3     |
| 13    | Boxe                | 0                              | 2                                  | 0                                   | 2     |
| 14    | Patinage de vitesse | 0                              | 1                                  | 0                                   | 1     |
| 15    | Pentathlon moderne  | 0                              | 0                                  | 2                                   | 2     |
| 16    | Cyclisme            | 0                              | 0                                  | 1                                   | 1     |
|       | Total               | 21                             | 37                                 | 47                                  | 105   |